# Caren Pistorius
Caren Pistorius (Rustenburg, 30 november 1989) is een in Zuid-Afrika geboren Nieuw-Zeelandse actrice die vooral bekend staat om haar rol als Rose in de film Slow West uit 2015 en als Rachel in de film Unhinged uit 2020.
Pistorius werd geboren in Rustenberg, Zuid-Afrika en emigreerde met haar familie op 12-jarige leeftijd naar Nieuw-Zeeland, waar ze begon met acteren in theaterproducties op de middelbare school. Ze studeerde aan de Auckland University of Technology (AUT) in Auckland. Na haar afstuderen keerde ze kort terug naar het theater en begon te werken aan televisie en film.
Ze werd in 2014 genomineerd voor een Logie Award voor meest opvallende nieuwkomer met de televisieserie Offspring en een Graham Kennedy Award voor meest vooraanstaande nieuwe talent met de miniserie Paper Giants: Magazine Wars. In 2017 werd ze genomineerd voor een New Zealand Film and TV Awards voor beste actrice met de film Slow West.